# Hokej na travi na OI 1984.
Olimpijske igre 1984. su se održale u SAD-u, u Los Angelesu.

## Mjesta odigravanja susreta
Susreti su se igrali na višenamjenskom stadionu Weingart u koledžu East Los Angeles koji se nalazi u Monterey Parku u američkoj saveznoj državi Kaliforniji.

## Natjecateljski sustav
Natjecanje se odvijalo u dva kruga. Prvi se igrao u dvjema skupinama po 6 momčadi. Igralo se po jednostrukom ligaškom sustavu. Za pobjedu se dobivalo 2 boda, za neriješeno bod, a za poraz ništa.
Prve dvije momčadi iz obiju skupina su igrale unakrižno poluzavršnicu A1-B2 i A2-B1. Pobjednici su igrali završnicu, poraženi za broncu.

3. i 4. iz skupina su igrali unakrižno za poredak od 5. do 8. mjesta. Pobjednici su igrali za 5., a poraženi za 7. mjesto.

5. i 6. iz skupina su igrali unakrižno za poredak od 9. do 12. mjesta. Pobjednici su igrali za 9., a poraženi za 11. mjesto.

## Momčadi sudionice
Sudjelovalo je dvanaest momčadi: Pakistan, Indija, Australija, Novi Zeland, Nizozemska, Španjolska, Kenija, Kanada, Malezija, Uj. Kraljevstvo, SR Njemačka i domaćin SAD.

### Australija
Richard Charlesworth, James Irvine, Colin Batch, David Bell, Adrian Berce, Grant Boyce, Craig Davies, Peter Haselhurst, Treva King, Terry Leece, Grant Mitton, Michael Nobbs, Nigel Patmore, Trevor Smith, Neil Snowden, Terry Walsh

### Indija
Romeo James, Manohar Topno, Vineet Kumar Sharma, Sommayya Maneypande, Joaquimmartin Carvaho, Ralinder Singh, Charanjit Kumar, Merwyn Fernandes, Hardeep Singh, Shahid Mohd, Iqubal Zafar, Nila Komol Singh, Iqbaljit Grewal, Ravinder Pal Singh, Marcellusmark Gomes, Jalaludin Syed

### Kanada
Julian Austin, Ken Goodwin, Pat Caruso, David Bissett, Patrick Burrows, Rob Smith, Neki Sandhu, Ernest Cholakis, William Hladky, Satinder Chohan, Aaron Fernandes, Ross Rutledge, Reginald Plummer, Harbhajan Rai, Bruce MacPherson, Trevor Porritt

### Kenija
Emmanual Oduol, Julius Akumu, Lucas Alubaha, Michael Omondi, Parminder Saini, Manjeet Panesar, Jitender Panesar, Peter Akatsa, Harvinder Kular, Chris Otambo, Brajinder Daved, Raphael Fernandes, Sunil Chabra, Sarabjit Sehmi, Eric Otieno, Julius Mutinda

### Malezija
Ahmad Fadz Zainal Abidin, Yahya Atan, Foo Keat Seong, Sukhyinder Kulwant Singh, Michael Chew, Sarjit Sing Kyndan Singh, Stephen van Huizen, Jagjit Singh Chet Singh, Soon Mustafa Bin-Karim, Kevin Nunis, Ow Soon Kooi, Tam Cheo Sing, Shurentheran Murugasan, Poon Fook Loke, Colin Hugh Santa Maria, Zulkifli Abbas

### Nizozemska
Pierre Hermans, Arno den Hartog, Cees Jan Diepeveen, Eric Pierik, Theo Doyer, Tom van 't Hek, Peter van Asbeck, Ewout van Asbeck, Hans Kruize, Ties Kruize, Ron Steens, Hidde Kruize, Lex Bos, Roderik Bouwman, René Klaassen, Maarten van Grimbergen

### Novi Zeland
Jeff Archibald, Husmukh Bhikha, Chris Brown, George Camoutsos, Peter Dali, Laurence Gallen, Stuart Grimshaw, Trevor Laurence, Grant McLeod, Brent Miskimmin, Peter Miskimmin, Arthur Parkin, Ramesh Patel, Robin Wilson, Maurice Marquet, Graham Sligo

### Pakistan
Abdul Rashid, Hassan Sardar, Quasim Zia, Shahid Ali Khan, Ayaz Mehmood, Ghulam Moinuddin, Manzoor Hussain, Kaleemullah Khan, Haneef Khan, Nasir Ali, Tauqeer Dar, Khalid Hameed, Mushtaq Ahmad, Ishtiaq Ahmed, Naeem Akhtar, Saleem Sherwani

### SAD
Mohammed Barakat, Ken Barrett, Rawle Cox, Trevor Fernandes, Scott Gregg, Manzar Iqbal, Michael Kraus, Randy Lipscher, David McMichael, Gary Newton, Michael Newton, Brian Spencer, Morgan Stebbins, Robert Stiles, Andrew Stone, Nigel Traverso

### SR Njemačka
Christian Bassemir, Stefan Blöcher, Dirk Brinkmann, Heiner Dopp, Carsten Fischer, Tobias Frank, Volker Fried, Thomas Gunst, Joachim Hürter, Horst-Ulrich Hänel, Andreas Keller, Reinhard Krull, Michael Peter, Thomas Reck, Eckhard Schmidt-Opper, Markku Slawyk

### Španjolska
José Agut, Javier Cabot, Juan Arbós, Andres Gomez, Juan Peon, Jaime Arbós, Ricardo Cabot, Juan Malgosa, Carlos Roca, Mariano Bordas, Ignacio Cobos, Jorge Oliva, Miguel de Paz, Ignacio Escudé, Santiago Malgosa, José Garcia

### Uj. Kraljevstvo
Ian Taylor, Stephen Martin, Paul Barber, Robert Cattrall, Jon Potter, Richard Dodds, William McConnell, Norman Hughes, David Westcott, Richard Leman, Stephen Batchelor, Sean Kerly, James Duthie, Kulbir Bhaura, Mark Precious, Veryan Pappin

## Rezultati

### Prvi krug - po skupinama

#### Skupina "A"
| Nadnevak    |  | Momčad      |       | Momčad      |
| ----------- |  | ----------- | ----- | ----------- |
| 29. srpnja  |  | Australija  | 5 : 0 | Malezija    |
| 29. srpnja  |  | Španjolska  | 1 : 3 | SR Njemačka |
| 29. srpnja  |  | Indija      | 5 : 1 | SAD         |
| 31. srpnja  |  | Australija  | 3 : 1 | Španjolska  |
| 31. srpnja  |  | SR Njemačka | 4 : 0 | SAD         |
| 31. srpnja  |  | Indija      | 3 : 1 | Malezija    |
| 2. kolovoza |  | Španjolska  | 3 : 4 | Indija      |
| 2. kolovoza |  | Malezija    | 4 : 1 | SAD         |
| 2. kolovoza |  | Australija  | 3 : 0 | SR Njemačka |
| 4. kolovoza |  | SR Njemačka | 5 : 0 | Malezija    |
| 4. kolovoza |  | Australija  | 4 : 2 | Indija      |
| 4. kolovoza |  | Španjolska  | 3 : 1 | SAD         |
| 6. kolovoza |  | Australija  | 2 : 1 | SAD         |
| 6. kolovoza |  | Španjolska  | 3 : 1 | Malezija    |
| 6. kolovoza |  | SR Njemačka | 0 : 0 | Indija      |

| Mj. | Država      | Ut | Pb | N | Pz | Pos | Pri | RP  | Bod |
| --- | ----------- | -- | -- | - | -- | --- | --- | --- | --- |
| 1.  | Australija  | 5  | 5  | 0 | 0  | 17  | 4   | 13  | 10  |
| 2.  | SR Njemačka | 5  | 3  | 1 | 1  | 12  | 4   | 8   | 7   |
| 3.  | Indija      | 5  | 3  | 1 | 1  | 14  | 9   | 5   | 7   |
| 4.  | Španjolska  | 5  | 2  | 0 | 3  | 11  | 12  | -1  | 4   |
| 5.  | Malezija    | 5  | 1  | 0 | 4  | 6   | 17  | -11 | 2   |
| 6.  | SAD         | 5  | 0  | 0 | 5  | 4   | 18  | -14 | 0   |

#### Skupina "B"
| Nadnevak    | Vrijeme | Momčad          |       | Momčad          |
| ----------- | ------- | --------------- | ----- | --------------- |
| 30. srpnja  |         | Kanada          | 1 : 4 | Nizozemska      |
| 30. srpnja  |         | Novi Zeland     | 3 : 3 | Pakistan        |
| 30. srpnja  |         | Uj. Kraljevstvo | 2 : 1 | Kenija          |
| 1. kolovoza |         | Nizozemska      | 3 : 1 | Novi Zeland     |
| 1. kolovoza |         | Kenija          | 0 : 3 | Pakistan        |
| 1. kolovoza |         | Kanada          | 1 : 3 | Uj. Kraljevstvo |
| 3. kolovoza |         | Kanada          | 2 : 3 | Kenija          |
| 3. kolovoza |         | Uj. Kraljevstvo | 1 : 0 | Novi Zeland     |
| 3. kolovoza |         | Nizozemska      | 3 : 3 | Pakistan        |
| 5. kolovoza |         | Kenija          | 1 : 4 | Novi Zeland     |
| 5. kolovoza |         | Nizozemska      | 3 : 4 | Uj. Kraljevstvo |
| 5. kolovoza |         | Kanada          | 1 : 7 | Pakistan        |
| 7. kolovoza |         | Uj. Kraljevstvo | 0 : 0 | Pakistan        |
| 7. kolovoza |         | Kanada          | 2 : 2 | Novi Zeland     |
| 7. kolovoza |         | Nizozemska      | 3 : 0 | Kenija          |

| Mj. | Država          | Ut | Pb | N | Pz | Pos | Pri | RP  | Bod |
| --- | --------------- | -- | -- | - | -- | --- | --- | --- | --- |
| 1.  | Uj. Kraljevstvo | 5  | 4  | 1 | 0  | 10  | 5   | 5   | 9   |
| 2.  | Pakistan        | 5  | 2  | 3 | 0  | 16  | 7   | 9   | 7   |
| 3.  | Nizozemska      | 5  | 3  | 1 | 1  | 16  | 9   | 7   | 7   |
| 4.  | Novi Zeland     | 5  | 1  | 2 | 2  | 10  | 10  | 0   | 4   |
| 5.  | Kenija          | 5  | 1  | 0 | 4  | 5   | 14  | -9  | 2   |
| 6.  | Kanada          | 5  | 0  | 1 | 4  | 7   | 19  | -12 | 1   |

### Drugi krug - za poredak

#### Za 9. – 12. mjesto
| Nadnevak    | Vrijeme | Momčad   |       | Momčad |
| ----------- | ------- | -------- | ----- | ------ |
| 8. kolovoza |         | Malezija | 0 : 1 | Kanada |
| 8. kolovoza |         | SAD      | 1 : 1 | Kenija |

Nakon produžetaka, Kenija je pobijedila raspucavanjem kaznenih udaraca sa 6:5.
- za 11. mjesto

| Nadnevak     | Vrijeme | Momčad   |       | Momčad |
| ------------ | ------- | -------- | ----- | ------ |
| 10. kolovoza |         | Malezija | 3 : 3 | SAD    |

Nakon produžetaka izvodili su se kazneni udarci. Malezija je pobijedila u raspucavanju sa 9:8.
- za 9. mjesto

| Nadnevak     | Vrijeme | Momčad |       | Momčad |
| ------------ | ------- | ------ | ----- | ------ |
| 10. kolovoza |         | Kanada | 0 : 1 | Kenija |

#### Za 5. – 8. mjesto
| Nadnevak    | Vrijeme | Momčad     |       | Momčad      |
| ----------- | ------- | ---------- | ----- | ----------- |
| 9. kolovoza |         | Indija     | 1 : 0 | Novi Zeland |
| 9. kolovoza |         | Španjolska | 0 : 0 | Nizozemska  |

Susret nisu odlučili niti produžetci. Nizozemska je pobijedila raspucavanjem kaznenih udaraca sa 10:4.
- za 7. mjesto

| Nadnevak     | Vrijeme | Momčad     |       | Momčad      |
| ------------ | ------- | ---------- | ----- | ----------- |
| 10. kolovoza |         | Španjolska | 0 : 1 | Novi Zeland |

- za 5. mjesto

| Nadnevak     | Vrijeme | Momčad     |       | Momčad |
| ------------ | ------- | ---------- | ----- | ------ |
| 11. kolovoza |         | Nizozemska | 2 : 5 | Indija |

#### Poluzavršnica
| Nadnevak    | Vrijeme | Momčad      |       | Momčad          |
| ----------- | ------- | ----------- | ----- | --------------- |
| 9. kolovoza |         | Australija  | 0 : 1 | Pakistan        |
| 9. kolovoza |         | SR Njemačka | 1 : 0 | Uj. Kraljevstvo |

#### Za brončano odličje
| Nadnevak     | Vrijeme | Momčad     |       | Momčad          |
| ------------ | ------- | ---------- | ----- | --------------- |
| 11. kolovoza |         | Australija | 2 : 3 | Uj. Kraljevstvo |

#### Završnica
| Nadnevak     | Vrijeme | Momčad      |       | Momčad   |
| ------------ | ------- | ----------- | ----- | -------- |
| 11. kolovoza |         | SR Njemačka | 1 : 2 | Pakistan |

Pobijedila je momčad Pakistana.

## Završni poredak
| Momčadi |                        |
| Zlato   | Pakistan               |
| Srebro  | SR Njemačka            |
| Bronca  | Ujedinjeno Kraljevstvo |
| 4.      | Australija             |
| 5.      | Indija                 |
| 6.      | Nizozemska             |
| 7.      | Novi Zeland            |
| 8.      | Španjolska             |
| 9.      | Kenija                 |
| 10.     | Kanada                 |
| 11.     | Malezija               |
| 12.     | SAD                    |

| Olimpijski prvaci 1984. |
| ----------------------- |
| Pakistan Treći naslov   |

## Djevojčadi sudionice
Sudjelovale su djevojčadi: SR Njemačke, Nizozemske, domaćina SAD-a...

### Australija
Kym Ireland, Liane Tooth, Pamela Glossop, Susan Watkins, Lorraine Hillas, Robyn Leggatt, Sandra Pisani, Penny Gray, Robyn Holmes, Sharon Buchanan, Marian Aylmore, Colleen Pearce, Loretta Dorman, Julene Sunderland, Trisha Heberle, Evelyn Botfield

### Kanada
Laurie Lambert, Sharon Creelman, Jean Major, Laura Branchaud, Lynne Beecroft, Shelley Andrews, Darlene Stoyka, Phyllis Ellis, Karen Hewlett, Diane Virjee, Terry Wheatley, Lisa Bauer, Sheila Forshaw, Sharon Bayes, Zoe MacKinnon, Nancy Charlton

### Nizozemska
Carina Benninga, Det de Beus, Fieke Boekhorst, Marjolein Bolhuis-Eijsvogel, Marieke van Doorn, Irene Hendriks, Elsemiek Hillen, Aletta van Manen, Anneloes Nieuwenhuizen, Martine Ohr, Sandra Le Poole, Alette Pos, Lisette Sevens, Sophie von Weiler, Laurien Willemse, Margriet Zegers

### Novi Zeland
Lesley Murdoch, Barbara Tilden, Mary Clinton, Susan McLeish, Isobel Thomson, Sandra Mackie, Jillian Smith, Jane Goulding, Robyn Blackman, Jan Martin, Harina Kohere, Jennifer McDonald, Shirley Haig, Catherine Thompson, Lesley Elliott, Christine Arthur

### SAD
Beth Anders, Beth Beglin, Regina Buggy, Gwen Cheeseman, Sheryl Johnson, Christine Larson-Mason, Kathleen McGahey, Anita Miller, Leslie Milne, Charlene Morett, Diane Moyer, Marcella Place, Karen Shelton, Brenda Stauffer, Julie Staver, Judy Strong

### SR Njemačka
Ursula Thielemann, Elke Doris Drüll, Beate Deininger, Christina Helga Moser, Hella Roth, Dagmar Breiken, Birgit Hagen, Birgit Hahn, Gabriele Marion Appel, Corinna Margarete Lingnau, Andrea Sybille Lietz-Weiermann, Martina Helga Koch, Patricia Ott, Susanne Leonie Schmid, Gabriela Schley, Sigrid Landgraf

## Natjecateljski sustav
Igrao se jedan krug u jednoj skupini sa 6 djevojčadi po jednostrukom ligaškom sustavu. Za pobjedu se dobivalo 2 boda, za neriješeno bod, a za poraz ništa.
Poredak u skupini je bio i završnim poredkom na natjecanju.

## Rezultati

### Završni krug
| Nadnevak     | Vrijeme | Djevojčad   |       | Djevojčad   |
| ------------ | ------- | ----------- | ----- | ----------- |
| 31. srpnja   |         | Nizozemska  | 2 : 1 | Novi Zeland |
| 1. kolovoza  |         | Australija  | 2 : 2 | SR Njemačka |
| 1. kolovoza  |         | Kanada      | 1 : 4 | SAD         |
| 2. kolovoza  |         | Australija  | 3 : 0 | Novi Zeland |
| 3. kolovoza  |         | Nizozemska  | 2 : 1 | SAD         |
| 3. kolovoza  |         | Kanada      | 0 : 3 | SR Njemačka |
| 4. kolovoza  |         | Novi Zeland | 0 : 2 | SAD         |
| 5. kolovoza  |         | SR Njemačka | 2 : 6 | Nizozemska  |
| 5. kolovoza  |         | Australija  | 1 : 2 | Kanada      |
| 6. kolovoza  |         | SR Njemačka | 1 : 0 | Novi Zeland |
| 7. kolovoza  |         | Kanada      | 2 : 2 | Nizozemska  |
| 7. kolovoza  |         | Australija  | 3 : 1 | SAD         |
| 9. kolovoza  |         | SR Njemačka | 1 : 1 | SAD         |
| 10. kolovoza |         | Kanada      | 4 : 1 | Novi Zeland |
| 10. kolovoza |         | Australija  | 0 : 2 | Nizozemska  |

| Mj. | Država      | Ut | Pb | N | Pz | Pos | Pri | RP  | Bod |
| --- | ----------- | -- | -- | - | -- | --- | --- | --- | --- |
| 1.  | Nizozemska  | 5  | 4  | 1 | 0  | 14  | 6   | 8   | 9   |
| 2.  | SR Njemačka | 5  | 2  | 2 | 1  | 9   | 9   | 0   | 6   |
| 3.  | SAD         | 5  | 2  | 1 | 2  | 9   | 7   | 2   | 5   |
| 4.  | Australija  | 5  | 2  | 1 | 2  | 9   | 7   | 2   | 5   |
| 5.  | Kanada      | 5  | 2  | 1 | 2  | 9   | 11  | -2  | 5   |
| 6.  | Novi Zeland | 5  | 0  | 0 | 5  | 2   | 12  | -10 | 0   |

SAD i Australija su imale isti broj bodova, razliku pogodaka te broj postignutih i primljenih pogodaka.

Da bi se odlučilo tko će biti treće odnosno tko će osvojiti broncu, izvodili su se kazneni udarci u naknadnom srazu SAD-a i Australije.

SAD su pobijedile s 10:5.
Olimpijskim prvakinjama je postala djevojčad Nizozemske.

## Završni poredak
| Momčadi |             |
| Zlato   | Nizozemska  |
| Srebro  | SR Njemačka |
| Bronca  | SAD         |
| 4.      | Australija  |
| 5.      | Kanada      |
| 6.      | Novi Zeland |

| Olimpijske prvakinje 1984. |
| -------------------------- |
| Nizozemska Prvi naslov     |